# Motor TwinAir

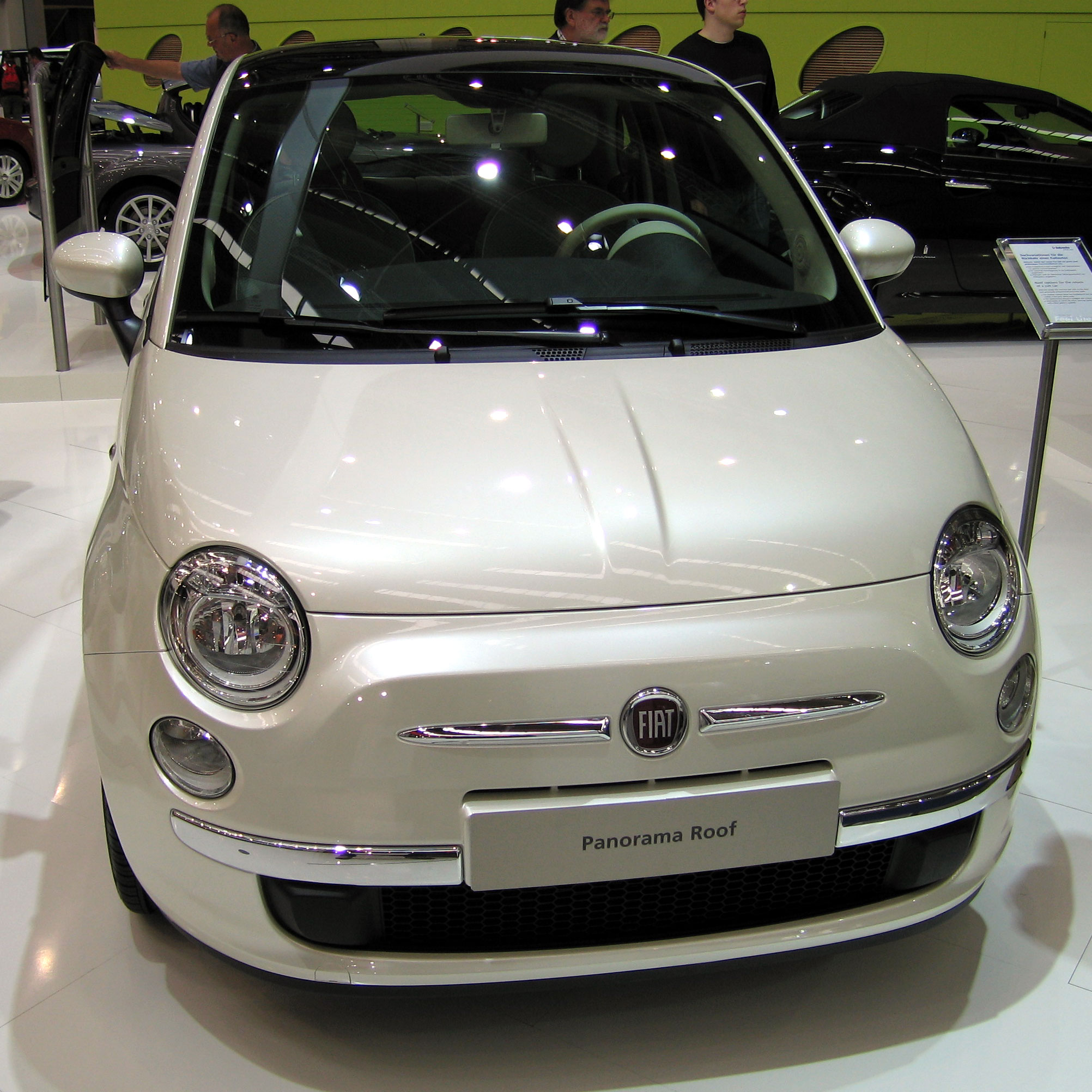
Fiat 500, primer vehículo sobre el que se comercializó el motor TwinAir

El motor TwinAir es un pequeño motor bicilíndrico de gasolina de 875 cm³ (0,9 L; 53,4 plg³) dotado de tecnología MultiAir y sistema Stop-start, cuyo código interno es FTP SGE. Fue presentado en el Salón del Automóvil de Ginebra de 2010 por Fiat Group Automobiles, cuyas prestaciones están comprendidas de 65 a 105 CV (64 a 104 HP) (48 a 77 kW), con o sin turbocompresor. Sus consumos y emisiones de CO2 son muy reducidas. Así, en la versión turbo de 85 CV (84 HP; 63 kW) se obtiene el menor nivel de CO2 para una motorización de gasolina de serie de hasta 95 g (3,4 onzas)/km. Sustituirían a los motores FIRE de 1242 cm³ (1,2 L; 75,8 plg³) y 1368 cm³ (1,4 L; 83,5 plg³) de menor potencia. Ha sido desarrollado en el Centro Ricerche Fiat, fabricado por Fiat Powertrain Technologies y comercializado por primera vez en julio de 2010 sobre un Fiat 500.

## Ventajas
Comparando este nuevo bicilíndrico de 85 CV (84 HP; 63 kW) con el motor FIRE de 1242 cm³ (1,2 L; 75,8 plg³) y 8 válvulas, se obtiene un consumo hasta un 15% menor y unas prestaciones un 25% mayores. Respecto al motor FIRE de 1368 cm³ (1,4 L; 83,5 plg³) y 16 válvulas, el consumo se reduce un 30% manteniendo las prestaciones.
Las emisiones de CO2 de esta familia de motorizaciones, son de hasta un 30% menor, respecto a las de otros de iguales prestaciones.
Fiat anuncia una dimensiones longitudinales inferiores al 23% y el peso del TwinAir se ve reducido en un 10%, con respecto al de un motor de cuatro cilindros en línea de similar potencia.

## Desarrollo futuro
Debido a sus reducidas dimensiones, esta familia de motorizaciones puede ser combinada con motores eléctricos o con sistemas tipo freno regenerativo (KERS). Este dispositivo que se interpone entre la planta motriz y la transmisión, recupera y almacena la energía que de otra manera sería disipada durante las frenadas.
Como en otros vehículos del grupo con denominación NaturalPower, se ha planteado para un futuro próximo la posibilidad de comercializar una versión del TwinAir para su uso dual con gasolina o metano. Esto reportaría una reducción adicional de las emisiones de CO2 de un 10% de media. Esta posibilidad se consigue añadiendo un par de inyectores adicionales en los conductos del colector de admisión.

## Premios

### Motor del año
En mayo de 2011, ganó en cuatro de las categorías de los premios Engine of the Year. Los galardones que obtuvo fueron mejor motor nuevo, motor verde del año, mejor motor de menos de un litro y motor internacional del año.

## Versiones
En el momento de su presentación en 2010, se dieron a conocer dos versiones de 65 CV (64 HP; 48 kW) naturalmente aspirado y de 85 CV (84 HP; 63 kW) turboalimentada. Posteriormente, se dio a conocer una tercera versión de 105 CV (104 HP; 77 kW) también turboalimentada.
| Inicio | Aspiración         | Combustible    | Relación de compresión | Potencia máxima                   | Par máximo                      | Velocidad máxima   | Aceleración 0-100 km/h (62 mph) | Consumo combinado                    | Emisiones de CO2         | Aplicaciones                                                                                               |
| ------ | ------------------ | -------------- | ---------------------- | --------------------------------- | ------------------------------- | ------------------ | ------------------------------- | ------------------------------------ | ------------------------ | --- |
| 2012   | Natural            | Gasolina       | 11.2:1                 | 65 CV (64 HP; 48 kW) @ 6250 rpm   | 88 N·m (65 lb·pie) @ 3500 rpm   | 159 km/h (99 mph)  | 15.7 segundos                   |                                      | 99 g (3,5 onzas) EURO 5  | Fiat Panda 65 Stop&Start                                                                                   |
| 2020   | NaturalPower Turbo | Gasolina y GNC | 10.0:1                 | 70 CV (69 HP; 51 kW) @ 5500 rpm   | 135 N·m (100 lb·pie) @ 2500 rpm | 162 km/h (101 mph) | 14.1 segundos                   | 6,5 L/100 km (15,4 km/L; 36,2 mpgAm) | 145 g (5,1 onzas) EURO 5 | Fiat Panda City Cross Turbo 70                                                                             |
| 2012   | Turbo              | Gasolina       | 10.0:1                 | 78 CV (77 HP; 57 kW) @ 5500 rpm   | 100 N·m (74 lb·pie) @ 2000 rpm  |                    |                                 | 4,1 L/100 km (24,4 km/L; 57,4 mpgAm) | 95 g (3,4 onzas) EURO 5  | Fiat Panda Turbo 78 (Eco Mode)                                                                             |
| 2016   | NaturalPower Turbo | Gasolina y GNC | 10.0:1                 | 80 CV (79 HP; 59 kW) @ 5500 rpm   | 140 N·m (103 lb·pie) @ 2500 rpm | 169 km/h (105 mph) | 13.1 segundos                   | 4,6 L/100 km (21,7 km/L; 51,1 mpgAm) | 107 g (3,8 oz) EURO 5    | Lancia Ypsilon Turbo 80 Metano Fiat 500L Turbo 80                                                          |
| 2010   | Turbo              | Gasolina       | 10.0:1                 | 85 CV (84 HP; 63 kW) @ 5500 rpm   | 145 N·m (107 lb·pie) @ 1900 rpm | 177 km/h (110 mph) | 11.2 segundos                   | 4,2 L/100 km (23,8 km/L; 56,0 mpgAm) | 99 g (3,5 onzas) EURO 5  | Fiat Panda 85 Stop&Start Fiat 500 85 Fiat Punto Stop&Start Alfa Romeo MiTo S&S Lancia Ypsilon Turbo 85 DFN |
| 2012   | Turbo              | Gasolina       | 10.0:1                 | 105 CV (104 HP; 77 kW) @ 5500 rpm | 145 N·m (107 lb·pie) @ 2000 rpm | 180 km/h (112 mph) | 12.3 segundos                   | 4,8 L/100 km (20,8 km/L; 49,0 mpgAm) | 112 g (4 onzas) EURO 6   | Fiat 500L Start & Stop Fiat Punto Turbo 105 Alfa Romeo MiTo TwinAir                                        |